# Töttös
Töttös es un pueblo ubicado en el distrito de Bóly, en el condado de Baranya, Hungría.

## Superficie
Posee una superficie de 22,99 kilómetros cuadrados.

## Demografía
Hasta 2019 la población era de 532 habitantes, con una densidad de población de 23,14 habitantes por kilómetro cuadrado.